# Fort Hall, Idaho
Fort Hall är en så kallad census-designated place i Bannock County, och Bingham County, i Idaho. Vid 2010 års folkräkning hade Fort Hall 3 201 invånare.